# Walter Picht
Walter Picht (* 12. Mai 1900; † unbekannt) war ein deutscher Richter und Staatsanwalt.

## Leben
Er war als Arbeiter, Buchhalter und Büroarbeiter tätig. 1933 wurde er entlassen und war kurzzeitig im KZ Sonnenburg inhaftiert. Von 1940 bis 1945 leistete er in der Marine seinen Kriegsdienst.
Im Mai 1945 wurde er durch den amtierenden sowjetischen Militärkommandanten Tscherkassow zum Richter am Gericht in Stralsund ernannt, von Januar bis September 1946 war er Generalstaatsanwalt in Mecklenburg-Vorpommern. Von Juni 1948 bis Mai 1953 war er als Rechtsbeistand in Stralsund tätig. Im Mai 1953 siedelte er aus der DDR nach Westdeutschland über.
Walter Picht war von 1918 bis 1921 Mitglied der Unabhängigen Sozialdemokratischen Partei Deutschlands (USPD), von 1925 bis zum Verbot der Partei 1933 der Sozialdemokratischen Partei Deutschlands (SPD). 1945 trat er in die Kommunistische Partei Deutschlands (KPD) ein und war nach der Zwangsvereinigung von SPD und KPD von 1946 bis 1953 Mitglied der Sozialistischen Einheitspartei Deutschlands (SED).